# Ezüst-hegyi 1. sz. barlang
Az Ezüst-hegyi 1. sz. barlang a Pilis hegységben nyíló egyik nagyon érdekes, tisztázatlan eredetű kis barlang volt. Bányászat következtében megsemmisült. Turista útikalauzokban is szerepel.

## Leírás
Pilisborosjenő külterületén, az ezüst-hegyi kőbányába vezető út végén, egy gödör aljában volt megtalálható. Abban a kőbányában nyílt, amelyikben a Papp Ferenc-barlang és az Ezüst-hegyi 2. sz. barlang van.
A kőbányászat tárta fel és semmisítette meg. Kerekes József szerint körülbelül 12 méter hosszú és 1,5–2 méter magas üreg volt. Leél-Őssy Sándor tanulmánya alapján körülbelül 10 méter hosszú és 2–5 méter magas. Két kőzet alkotta, felül hárshegyi homokkő, alul márga. Fekete Zoltán szerint homokkőben keletkezett. A homokkő fehér színű kötőanyaga DTA vizsgálat alapján kaolin. A homokkő szögdiszkordanciával települt a márgára. A barlang egyetlen nagy teremből állt, amelynek falán üstszerű bemélyedések voltak láthatók. Sokáig ez volt a leghíresebb ezüst-hegyi barlang.
Előfordul irodalmában Aranylyuk zsomboly (Kordos 1971), Ezüshegyi-barlang (Kerekes 1937), Ezüst-hegyi 1.sz. barlang (Eszterhás 1989), Ezüsthegyi I. sz. barlang (Kordos 1971), Ezüst-hegyi alsó I. sz. barlang (Kordos 1984), Ezüsthegyi alsó /I. sz./ barlang (Kordos 1971), Ezüsthegyi alsó barlang (Leél-Őssy 1958), Ezüst-hegyi-alsó-barlang (Eszterhás 1989), Ezüst-hegyi-barlang (Bertalan, Schőnviszky 1976), Ezüsthegyi barlang (Bertalan 1958), Ezüsthegyi sziklaüreg (Kadić 1952) és Ürömi ezüsthegyi barlang (Kordos 1971) neveken is. 1981-ben volt először Ezüst-hegyi 1. sz. barlangnak nevezve a barlang az irodalmában.

## Kutatástörténet
Az 1935. évi Földtani Közlönyben publikált és Fekete Zoltán által írt értekezésében az olvasható, hogy az Ezüst-hegy keleti részén lévő hatalmas kőbánya alsó szintje elérte egy barlangjárat legfelsőbb ágát. A barlang valószínűleg a hárshegyi homokkő alatt elhelyezkedő dachsteini mészkőben jött létre és beszakadásokkal jutott el a fölé települt, eocén mészkövön keresztül a hárshegyi homokkőbe. Jelenleg a barlang feneke és falai hárshegyi homokkőben vannak. A bánya alsó szintjén, a barlang körül széteső, laza homokkő található.
Az 1937. évi Barlangvilágban lévő és Kerekes József által írt dolgozatban az van írva, hogy a kőfejtő fejtésterének alján, körülbelül 350 méter tengerszint feletti magasságban egy barlangüreg nyílik a hárshegyi homokkőben. Bejáratát elszűkítik a homokkő leszakadt tömbjei. A barlangmennyezet hatalmas, 10°-kal körülbelül dél felé dőlő hárshegyi homokkőlap szivárgó vízcseppekkel és cseppkőképződés nyoma nélkül. A homokkőnek északészakkelet–déldélnyugati irányú litoklázisa mentén jött létre a körülbelül 12 méter hosszú, 6 méter széles és 1,5–2 méter magas üreg. Sok leomlott homokkőtömb teszi járhatatlanná a fenekét. A legtöbb omladék a bejáratnál található. Nincs omladék a kis terem hátsó, északi végében. Itt látható a barlang befoglaló kőzete; a mennyezet homokkőpadja alatt agyagos, mállott, bryozoás márga figyelhető meg.
Nyáron a déli órákban a nap besüt a bejárati részbe és a barlangi levegőt felmelegíti. Kerekes József 13 órakor 17 °C levegőhőmérsékletet és 13 °C kőzethőmérsékletet mért a hátsó részben. Váratlan barlang megjelenése ezen a helyen, mert sem a hárshegyi homokkő, sem az agyagos márga nem hajlamos karsztosodásra. Kerekes József az alábbi módon magyarázta keletkezését: az Ezüst-hegy gerincén repedezett hárshegyi homokkő van a felszínen. A repedéseken, hasadékokon a csapadékvíz leszivárog és eléri a márga határát. A homokkövet keresztező hasadék természetesen a márgát is átjárja, de a víz ezt már nem tudja lefelé követni, mert a márga agyagos málladéka minden rést eltöm. A homokkőben leszivárgó talajvíz a felszín humuszából telítődött szén-dioxidával.
A márgához érkezve, természetesen megtámadja azt, a meszet kioldja és a két kőzet határfelületén oldatban szállítja el. Lassan kis üreget old ki így és ebben felhalmozódik a bryozoás márga agyagos málladéka. Az üregbővítés folyamata aránytalanul lassabban megy végbe itt, mint a normális karsztbarlangokban. A hárshegyi homokkőboltozat a kőbánya lemélyítése miatt veszítette el egyensúlyát és beomlott. Így nyílt meg az eredetileg teljesen zárt üreg. Fekete Zoltán az üreg keletkezését tévesen magyarázza, mert az eocén márga jelenléte elkerülte figyelmét. A barlang hátsó, északi része a magas bányafal alá nyúlik, ezért itt nem omlott be a mennyezet.
Az 1948. évi Hidrológiai Közlönyben napvilágot látott és Láng Sándor által írt tanulmányban meg van említve, hogy egy forrás véste ki az ezüst-hegyi barlangot. Az utólagos kiemelkedéssel a forrásbarlang magasra került az erózióbázis szintje fölé és szárazzá vált, majd eltömődött. Kadić Ottokár 1952-ben befejezett kéziratában össze lett foglalva a barlang addigi kutatása. A kéziratban Ezüsthegyi sziklaüreg a neve. Az 1953. évi Földrajzi Értesítőben megjelent tanulmány szerint az Ezüsthegyi barlang Pilisborosjenő felett, az egyik homokkőbánya alján nyílik alulról a mészkőből felfelé harapódzva, mint egy aven. Nem tudott azonban áttörni a homokkövön, de a kőbányászat segítségével elérte a felszínt. Valószínűleg eltömődött forrásbarlang volt. Fekete Zoltán megemlítette egyik írásában.
Az 1958-ban publikált és Leél-Őssy Sándor által írt tanulmányban szó van arról, hogy felső eocén bryozoás márga foltok vannak a hárshegyi homokkő alatt, az Ezüst-hegyen lévő barlangnál. A Kevély-hegycsoportban lévő barlangok főleg hévizes eredetűek, de vannak köztük karsztos (Ürömi-víznyelőbarlang) és tektonikus eredetűek is (ezüst-hegyi barlangok). Az Ezüsthegyi alsó barlang tisztázatlan kialakulású és nagyon érdekes kis barlang. Az Ezüst-hegy tetején lévő alsó nagy kőbánya alján, kb. 330 m tengerszint feletti magasságban, hárshegyi homokkő és bryozoás márga határán van a barlang bejárata. Ezért fedett karsztjelenség. Mesterségesen lett feltárva, amikor kőbányászat közben átütötték a felső homokkőréteget. 2–5 m magas és kb. 10 m hosszú a barlang. Egy aknából és két kis teremből áll.
Fekete Zoltán szerint, amelyet Láng Sándor is átvett, egyszerű fedett karsztjelenség. A dachsteini mészkő alapzatban barlang keletkezett és a fedő homokkőréteg beomlott. Kerekes József szerint a barlang nem dachsteini mészkőben, hanem bryozoás márgában jött létre, és ezért Fekete Zoltán megállapítása téves. Kerekes József a bryozoás márga lassú oldódásával magyarázta a két kőzet határfelületén létrejött kis barlang keletkezését. Leél-Őssy Sándorék szerint a tektonikus és hidrotermális tényezőket is figyelembe kell venni. A barlang eredetének pontos megismerése miatt tovább kell részletesen vizsgálni a barlangot. A tanulmányhoz mellékelve lett egy térképvázlat, amely a Kevély-hegycsoportot mutatja be. A térképvázlaton megfigyelhető az Ezüst-hegyi 1. sz. barlang földrajzi elhelyezkedése. A rajzon és a szövegben 6-os számmal van jelölve a barlang.
Az 1958. évi Karszt- és Barlangkutatási Tájékoztatóban az olvasható, hogy az Ezüst-hegy tetején, az alsó nagy homokkőbánya alján, hárshegyi homokkő és lehet, hogy bryozoás márga határán helyezkedik el. Tisztázatlan eredetű, tektonikus és lehet, hogy hidrotermális eredetű barlang. Szablyár Péter 1966-ban kutatta Kordos László 1971-es kézirata szerint. Az 1967-ben napvilágot látott Pilis útikalauz című könyvben az jelent meg, hogy az Ezüst-hegy délkeleti végén lévő alsó homokkőbánya fenekén, hárshegyi homokkő és bryozoás márga határán 8 méter hosszú és 2–3 méter magas barlang tárult fel kőfejtés közben. 1969-ben Szenthe István mérte fel, de a barlang térképe valószínűleg elveszett. Szenthe István ekkor geológiai, kőzettani, ásványtani és őslénytani vizsgálatokat végzett benne. Egyetemi szakdolgozatában az van írva, hogy nincs ásványos kitöltése. A budai márga felső 10 cm-es rétegéből Szenthe István szerint a következő maradványok kerültek elő: Ammodiscus incertus, Bathysiphon faj és Rhabdammina abyssorum. A hasadék mentén feltört hévíz alakította ki a barlangot. A Szpeleológia Barlangkutató Csoport tagjai Dunai Sándor vezetésével előkészítették térképezését fix pontok lerakásával és a csoport barlangkutatói egy új, két–három méteres járatot tártak fel benne. 1970 tavaszán beomlott a barlangbejárat.
A Szpeleológia Barlangkutató Csoport 1970. évi jelentésében az olvasható, hogy a barlang Aranylyuk zsomboly elnevezése tévedés. Az ezüst-hegyi nagy, működő homokkőbánya délnyugati végében, a bánya hányója felől a bányaudvarba vivő mélyút végén, jobbra egy gödörben nyílik. A barlang a 120/300 csapású, 80° dőlésű hasadék mentén nyílik és egy nagy teremből áll. Alján néha kisebb hasadékokat lehet kibontani, amelyek gyakran eltömődnek. Jelenleg a barlang eleje be van omolva. A barlang falán üstszerű mélyedések vannak. A barlangot két kőzet alkotja, felül hárshegyi homokkő, alul budai márga. A budai márga alsó része tömött, kemény, agyagos, sárgásbarna színű. Felső, 10 centiméteres része lágy, könnyen gyúrható. A budai márgára a hárshegyi homokkő szögdiszkordanciával települ. A hárshegyi konglomerát kvarckavicsa 2–5 mm átmérőjű. A mennyezet csapása 315/135, dőlése 5°. A hárshegyi homokkő fehér kötőanyaga DTA vizsgálat szerint kaolin. Leél-Őssy Sándor szerint tektonikus és hidrotermális eredetű. A barlangban minden évszakban erős a csepegés. Hóolvadáskor a bejáraton keresztül sok víz jut a barlangba. Nagyon omlásveszélyes, bejárásához barlangkutató ruha ajánlott.
Az 1974-ben megjelent Pilis útikalauz című könyvben, a Pilis hegység és a Visegrádi-hegység barlangjainak jegyzékében (19–20. old.) meg van említve, hogy a Pilis hegység és a Visegrádi-hegység barlangjai között vannak az Ezüsthegyi-kőfejtő barlangjai. A Pilis hegység barlangjait leíró részben az van írva az Ezüst-hegyi 1. sz. barlangról, hogy az Ezüst-hegy délkeleti szélén működő homokkőbánya alsó, délnyugati végén, körülbelül 330 méter tengerszint feletti magasságban 10–12 méter hosszú és 2–3 méter magas barlangterem tárult fel kőfejtés közben. Az üreg mennyezetét hárshegyi homokkő alkotja, alatta márga található. A barlangfalon üstszerű bemélyedések figyelhetők meg. A Bertalan Károly és Schőnviszky László által összeállított, 1976-ban megjelent Magyar barlangtani bibliográfia barlangnévmutatójában meg van említve a Pilis hegységben lévő barlang Ezüst-hegyi-barlang néven. A barlangnévmutatóban meg van említve 2 irodalmi mű, amelyek foglalkoznak a barlanggal.
A Bertalan Károly által írt és 1976-ban befejezett kéziratban az olvasható, hogy az Ezüsthegyi alsó/I.sz./ barlang másik neve Ürömi ezüsthegyi barlang és a Pilis hegységben, a Kevély-csoportban, Budakalászon helyezkedik el. A barlang Aranylyuk zsomboly elnevezése tévedés. Az ezüst-hegyi nagy, működő hárshegyi homokkőfejtő DNy-i végében, kb. 330 m tszf. magasságban van bejárata. A bánya meddőhányója felől a bányaudvarba vivő mélyút végén lévő gödörben nyílik. A 10 m hosszú és 5 m mély barlang egyetlen teremből áll, amely hasadék mentén keletkezett. 1971-ben, vagy 1972-ben fejtették le. A kézirat barlangra vonatkozó része 3 irodalmi mű alapján lett írva. Az 1981. évi Karszt és Barlang 1–2. félévi számában nyilvánosságra lett hozva, hogy az Ezüst-hegyi 1. sz. barlangnak 4820/1. a barlangkataszteri száma.
Az 1984-ben kiadott Magyarország barlangjai című könyvben megjelent egy részletes leírás a barlangról. A könyv országos barlanglistájában szerepel a Pilis hegység barlangjai között a barlang Ezüst-hegyi 1. sz. barlang néven Ürömi ezüsthegyi barlang és Ezüst-hegyi alsó I. sz. barlang névváltozatokkal. A listához kapcsolódóan látható a Dunazug-hegység barlangjainak földrajzi elhelyezkedését bemutató 1:500 000-es méretarányú térképen a barlang földrajzi elhelyezkedése. A leírás szerint az Ezüst-hegyi 1. sz. barlangnak helyet adó bányában három nagy üreg alakult ki, az Ezüst-hegyi 1. sz. barlang, az Ezüst-hegyi 2. sz. barlang és a Papp Ferenc-barlang, valamint néhány kicsi, jelentéktelen méretű valószínűleg megsemmisült. A bányába vezető keskeny mélyút végén, egy mesterségesen mélyített gödörből, körülbelül 330 méter tengerszint feletti magasságban nyílt. Az egy teremből álló üreg nagy része a padosan elváló hárshegyi homokkőben keletkezett, míg alacsonyabb részein az eocén márga is előbukkan.
Ilyen körülmények között nagy vitát váltott ki a barlang létrejöttét tárgyaló első szakcikk, amelyet Fekete Zoltán írt. Fekete Zoltán szerint az üreg alatt, az itt nem látható dachsteini mészkőben már volt egy terem, és ennek szakadt be mennyezete. Tehát jelenleg csak az utólagosan, omlás miatt keletkezett homokkőbarlangot lehet látni. Kerekes József szerint a nemkarsztos környezetben úgy alakulhatott ki a barlang, hogy a homokkő repedésein leszivárgó víz, amely a talajban szén-dioxiddal telítődött, a márgához érve annak mésztartalmát kioldotta. Kis üregecskék keletkeztek nagyon hosszú idő elteltével a két kőzet határfelületén. A bányaművelés hatására nyílt felszínre az eredetileg egészen zárt termecske. Ezzel a véleménnyel nem fejeződött be a híres barlang kialakulása körüli vita. Láng Sándor szerint valószínűleg eltömődött forrásbarlang volt. Leél-Őssy Sándor azt írta, hogy az üreget a tektonikus repedések mentén feltört meleg víz oldotta ki. Ez utóbbival majdnem azonos álláspontot foglalt el Szenthe István is 1969-ben.
Eszterhás István Magyarország nemkarsztos barlangjainak listája című kéziratában az olvasható, hogy a Pilis hegységben, a 4820-as barlangkataszteri területen, Pilisborosjenőn lévő Ezüst-hegyi-alsó-barlangnak Ezüst-hegyi 1.sz. barlang a névváltozata. Az ismeretlen méretű barlang homokkőben és márgában alakult ki. A barlang egyike a Pilis hegység nem karsztkőzetben keletkezett 5 barlangjának. A listában meg van említve az a Magyarországon, nem karsztkőzetben kialakult, létrehozott 220 objektum (203 barlang és 17 mesterséges üreg), amelyek 1989. év végéig váltak ismertté. Magyarországon 21 barlang keletkezett homokkőben. Az összeállítás szerint Kordos László 1984-ben kiadott barlanglistájában fel van sorolva 119 olyan barlang is, amelyek nem karsztkőzetben jöttek létre. Az 1991-ben napvilágot látott, A Pilis és a Visegrádi-hegység című útikalauzban meg van ismételve az 1974-es könyv barlangleírása.
Az Eszterhás István által írt, Magyarország nemkarsztos barlangjainak lajstroma című, 1993-ban készült kéziratban meg van említve, hogy az Ezüst-hegyi-alsó-barlang a Pilis hegységben, a 4820-as barlangkataszteri területen, Pilisborosjenőn helyezkedik el. A barlang a Pilis hegység nem karsztkőzetben kialakult 5 barlangja közül az egyik. Az ismeretlen méretű barlang homokkőben és márgában keletkezett. Az összeállításban fel van sorolva az a Magyarországon, nem karsztkőzetben kialakult, létrehozott 520 objektum (478 barlang és 42 mesterséges üreg), amelyek 1993 végéig ismertté váltak. Magyarországon 28 barlang, illetve mesterségesen létrehozott, barlangnak nevezett üreg alakult ki, lett kialakítva homokkőben. A 2001. november 12-én elkészült, Magyarország nemkarsztos barlangjainak irodalomjegyzéke című kézirat barlangnévmutatójában szerepel az Ezüst-hegyi 1. sz. barlang. A barlangnévmutatóban fel van sorolva 16 irodalmi mű, amelyek foglalkoznak a barlanggal. A 375., a 498., az 511. és az 535. tételek nem említik, a 374., a 497., az 510. és az 534. tételek említik. A 2019. évi Zsákfalvi Riporterben az olvasható, hogy a megsemmisült, 1970 körül lebányászott Ezüst-hegyi 1. sz. barlang az Ezüst-hegyi 2. sz. barlanghoz hasonló, de kisebb volt.

## További irodalom
- Kordos László: Barlangtani vizsgálatok a Kevély csoport barlangjaiban. Studium, 1972. (3.) Debrecen. 95–108. old.
- Révai Ernő: Barlanghírek. Természetbarát, 1938. (25. köt.) 3–4. sz. 15–16. old.
- Révai Ernő: Barlangok világából. A TTE barlangkutatóinak rovata. Természetbarát, 1938. (26. köt.) 3–4. sz. 15–16. old. és 5–6. sz. 14–16. old.
- Szablyár Péter: Az ezüsthegyi Szabó József-barlang. Kézirat. Képesítő szakdolgozat a Szabó József Geológiai Technikum számára.
- Szenthe István: Karsztjelenségek és képződményeik fejlődéstörténete a Nagy-Kevély környékén. Egyetemi szakdolgozat. Kézirat. Budapest, 1969.
- –: BETE Barlangnapló. Kézirat. 1. köt. 1931–1938, 2. köt. 1939–1942.